# Daniel Martínez (cyclisme)
Pour les articles homonymes, voir Daniel Martínez et Martínez.
Ne doit pas être confondu avec Dan Martin (cyclisme).
Martínez  Poveda est un nom espagnol. Le premier nom de famille, en général paternel, est Martínez ; le second, en général maternel, souvent omis, est Poveda.
Daniel Felipe Martínez Poveda, né le 25 avril 1996 à Bogota, est un coureur cycliste colombien. Spécialiste des courses par étapes, il a notamment remporté le Critérium du Dauphiné en 2020 et le Tour du Pays basque en 2022. Il compte également à son palmarès une étape du Tour de France en 2020 et a terminé deuxième du Tour d'Italie 2024.

## Biographie
Membre du Centre mondial du cyclisme en 2014, il signe un contrat avec l'équipe continentale professionnelle Colombia en 2015. En mars 2015, il participe à 18 ans au Tour de Catalogne, sa première course World Tour, où il abandonne. 
En 2016, il rejoint l'équipe Southeast-Venezuela, qui devient Wilier Triestina-Southeast en mai. Il est entraîné par l'ancien coureur Michele Bartoli. Il court son premier grand tour avec le Tour d'Italie. Il termine également treizième des Trois vallées varésines, dix-septième de Milan-Turin et 57e du Tour de Lombardie.
En 2017, il abandonne le Tour d'Italie. En fin de saison, il se classe septième de Milan-Turin et termine quatrième et meilleur jeune du Tour de Turquie, course membre du World Tour.

### EF Education (2018-2020)
En 2018, il rejoint la formation World Tour EF Education First-Drapac. Il commence sa saison aux championnats nationaux sur route, où il termine deuxième du championnat de Colombie du contre-la-montre, derrière Egan Bernal. Il est cinquième de la nouvelle course colombienne, Colombia Oro y Paz. Il obtient son premier top 10 en Europe lors du Tour de Catalogne, où il se classe à la 7e place du classement général. Deux jours plus tard, il est hospitalisé et souffre d'amnésie après avoir été agressé par un automobiliste lors d'un entrainement en Toscane. Il court ensuite les classiques belges pour la première fois de sa carrière, terminant 44e de la Flèche wallonne et 61e à Liège-Bastogne-Liège. Puis il est douzième du Tour de Romandie et troisième du Tour de Californie, son premier podium sur une course du World Tour. En juillet 2018, il participe au Tour de France, où il se classe 36e. En août, il est sixième et meilleur jeune de la Colorado Classic.
Il commence sa saison 2019 en devenant champion de Colombie du contre-la-montre, puis troisième du Tour Colombia. Lors de Paris-Nice, il se montre à son avantage lors des quatre dernières étapes. Il est cinquième du contre-la-montre plat de 25 kilomètres, puis il s'impose lors de l'arrivée au Col de Turini de la 7e étape et se classe quatrième de la dernière étape. En juin, il chute à l'entraînement et se fracture le scaphoïde du poignet droit et le pouce de la main gauche. Il prend part au Tour d'Espagne, où il n'obtient aucune performance notable. Après les mondiaux du Yorkshire, il se classe deuxième du Tour du Guangxi à cinq secondes d'Enric Mas. Il s'agit de son deuxième podium au général d'une course World Tour.
En 2020, il conserve son titre de  champion de Colombie du contre-la-montre, puis termine deuxième du Tour Colombia derrière son coéquipier Sergio Higuita. Après la coupure de la saison en raison de la pandémie de Covid-19, il remporte le Critérium du Dauphiné grâce à une offensive lors de la dernière étape. Il remporte ainsi sa première grande course à étapes et devient le troisième Colombien à inscrire son nom au palmarès de la course. Il participe ensuite au Tour de France aux côtés de Rigoberto Uran et de Sergio Higuita. À l'issue d'une échappée, il gagne la 13e étape au sommet du Pas de Peyrol, après avoir distancé les deux coureurs de la Bora-Hansgrohe Lennard Kämna et Maximilian Schachmann. Il est ensuite 18e des mondiaux du contre-la-montre et 13e de la Flèche wallonne. Aligné sur le Tour d'Espagne, il n'est pas au départ de la quatrième étape, insuffisamment remis après une chute lors de la première étape.

### Ineos Grenadiers (2021-2023)

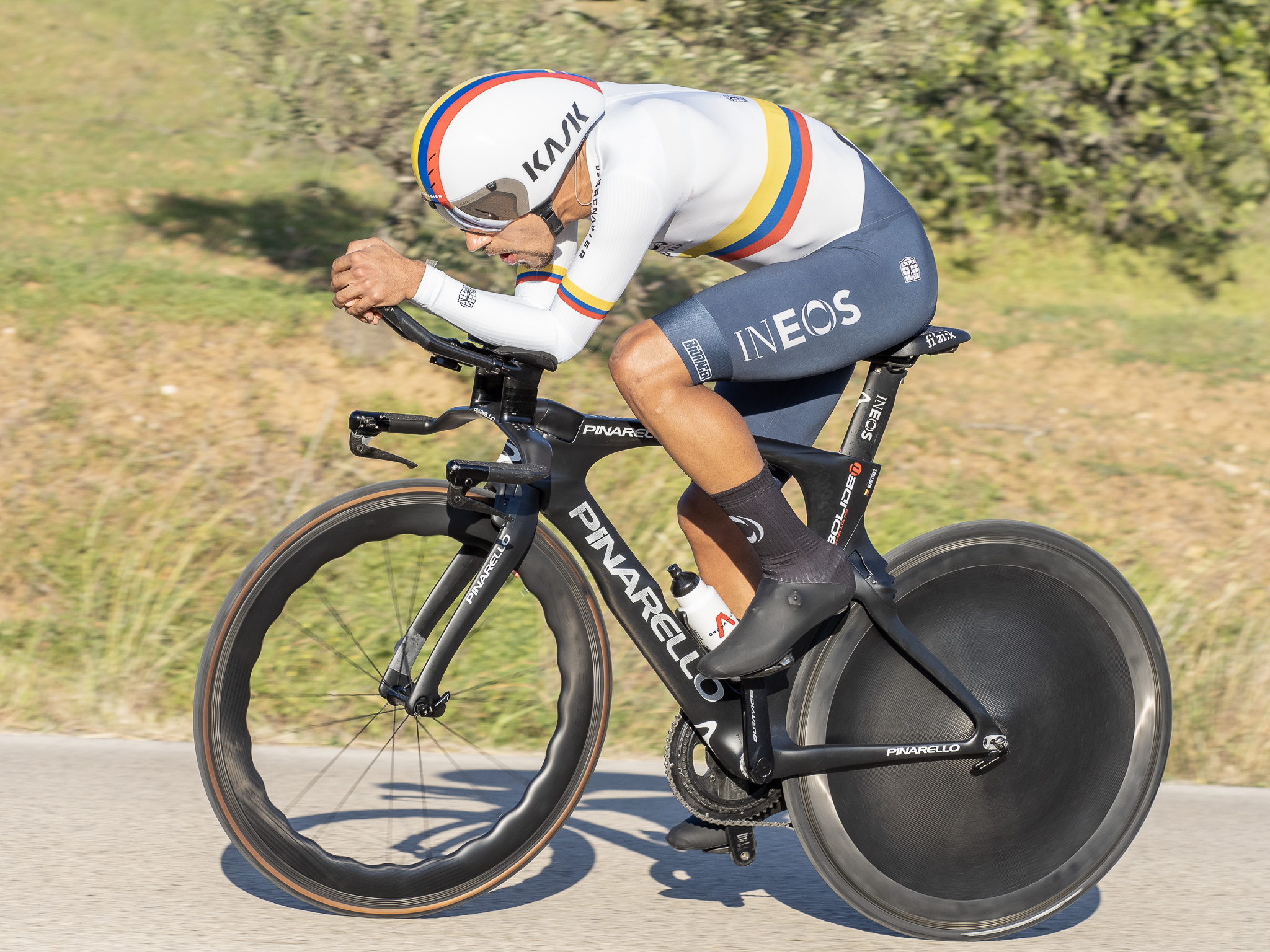
Daniel Martínez avec le maillot de champion de Colombie du contre-la-montre en 2022.

En 2021, il rejoint l'équipe Ineos Grenadiers. D'une précieuse aide en montagne, il permet à son compatriote et chef de file Egan Bernal de remporter le Tour d'Italie.  Martínez a progressé tout au long de la course et est passé de la septième à la cinquième place du classement général le dernier week-end. Il a terminé troisième de la dernière étape de montagne qui s'est terminée à l'Alpe Motta dans la Valle Spluga, en emmenant et encourageant Bernal pour minimiser sa perte de temps face à son dauphin Damiano Caruso, vainqueur de l'étape.
Pour commencer la saison 2022, il devient pour la troisième fois champion de Colombie du contre-la-montre, un record sur l'épreuve. Il prend ensuite la troisième place du classement général du Tour de l'Algarve et de Paris-Nice. En avril, il remporte la quatrième étape du Tour du Pays basque, puis ravit le maillot jaune de leader de la compétition à Remco Evenepoel lors de la sixième et dernière étape. Il remporte ainsi sa deuxième course par étapes sur le Wolrd Tour. Il enchaine sur les classiques ardennaises, où il est cinquième de la Flèche wallonne et quatrième de Liège-Bastogne-Liège. Lors du Tour de Suisse (huitième du général) et du Tour de France, il fait partie d'une équipe Ineos Grenadiers qui comprend Adam Yates, Geraint Thomas et Tom Pidcock. Sur le Tour, il intègre le top 10 du classement général après la sixième étape, mais ses espoirs de bon classement général prennent fin après avoir perdu près d'une demi-heure sur les deux étapes de part et d'autre de la deuxième journée de repos, en raison d'une maladie. Il retrouve la forme en fin de Tour et prend notamment l'échappée sur l'étape de Hautacam, où il joue un rôle d'équipier pour Geraint Thomas pour l'aider à assurer la dernière place sur le podium. En fin d'année, il remporte la Coppa Sabatini et se classe troisième du Tour de Toscane. Il conclut la meilleure saison de sa carrière dans le top 20 du Tour de Lombardie.
En février 2023, il se classe deuxième du championnat de Colombie sur route et quatrième du contre-la-montre. Il remporte ensuite le classement général du Tour de l'Algarve, grâce au contre-la-montre final. La suite de la saison, est plus difficile. Il est sélectionné pour le Tour de France, mais chute durant la quatorzième étape. Une fois cette étape terminée, l'encadrement médical de son équipe s'aperçoit qu'il montre des signes de commotion cérébrale, ce qui entraîne son retrait de l'épreuve. Il s'agit de sa plus mauvaise année comme coureur depuis 2017.

### Red Bull-Bora-Hansgrohe (depuis 2024)
En août 2023, l'équipe Bora-Hansgrohe annonce le recrutement de Martínez à partir de janvier 2024 pour un contrat de quatre ans. En début de saison, il remporte son quatrième titre de champion de Colombie du contre-la-montre,. Il gagne ensuite les deux étapes de montagne du Tour de l'Algarve devant Remco Evenepoel et termine deuxième du classement général derrière le champion de Belgique. Il participé au Tour d'Italie en tant que leader de l'équipe. Après avoir résisté au retour de Geraint Thomas, il termine ce Giro à la deuxième place, un peu moins de dix minutes derrière le vainqueur intouchable Tadej Pogačar. Il s'agit de son premier podium sur un grand tour. Il est sélectionné pour les Jeux olympiques de Paris 2024, mais ne se présente pas au départ du contre-la-montre en raison d'un problème de visa. Il est au départ de la course en ligne une semaine plus tard, où il se classe 25e.

## Palmarès et classements mondiaux sur route

### Palmarès amateur
- 2012
  - Vuelta del Futuro de Colombia
- 2013
  -  Champion panaméricain du contre-la-montre juniors
  -  Champion de Colombie du contre-la-montre juniors
  -  Médaillé d'argent du championnat panaméricain sur route juniors
- 2014
  -  Champion de Colombie du contre-la-montre juniors
  - Grand Prix de Chamoux
  - Tour de Tarentaise :
    - Classement général
    - 1re étape

  - 2e du Grand Prix du Cru Fleurie
  - 2e du Tour de la Vallée de la Trambouze

### Palmarès professionnel
| - 2017 - 4e du Tour de Turquie - 2018 - 2e du championnat de Colombie du contre-la-montre - 3e du Tour de Californie - 7e du Tour de Catalogne - 2019 - Champion de Colombie du contre-la-montre - 7e étape de Paris-Nice - Médaillé d'or du contre-la-montre aux Jeux panaméricains - 2e du Tour du Guangxi - 3e du Tour Colombia - 2020 - Champion de Colombie du contre-la-montre - Classement général du Critérium du Dauphiné - 1re (contre-la-montre par équipes) et 6e étapes du Tour Colombia - 13e étape du Tour de France - 2e du Tour Colombia - 3e du championnat de Colombie sur route - 2021 - 5e du Tour d'Italie | - 2022 - Champion de Colombie du contre-la-montre - Tour du Pays basque : - Classement général - 4e étape - Coppa Sabatini - 3e du Tour de l'Algarve - 3e de Paris-Nice - 3e de Tour de Toscane - 4e de Liège-Bastogne-Liège - 5e de la Flèche wallonne - 8e du Tour de Suisse - 2023 - Classement général du Tour de l'Algarve - 2e du championnat de Colombie sur route - 2024 - Champion de Colombie du contre-la-montre - 2e et 5e étapes du Tour de l'Algarve - 2e du Tour de l'Algarve - 2e du Tour d'Italie - 2025 - 7e de Liège-Bastogne-Liège |  |

### Résultats sur les grands tours

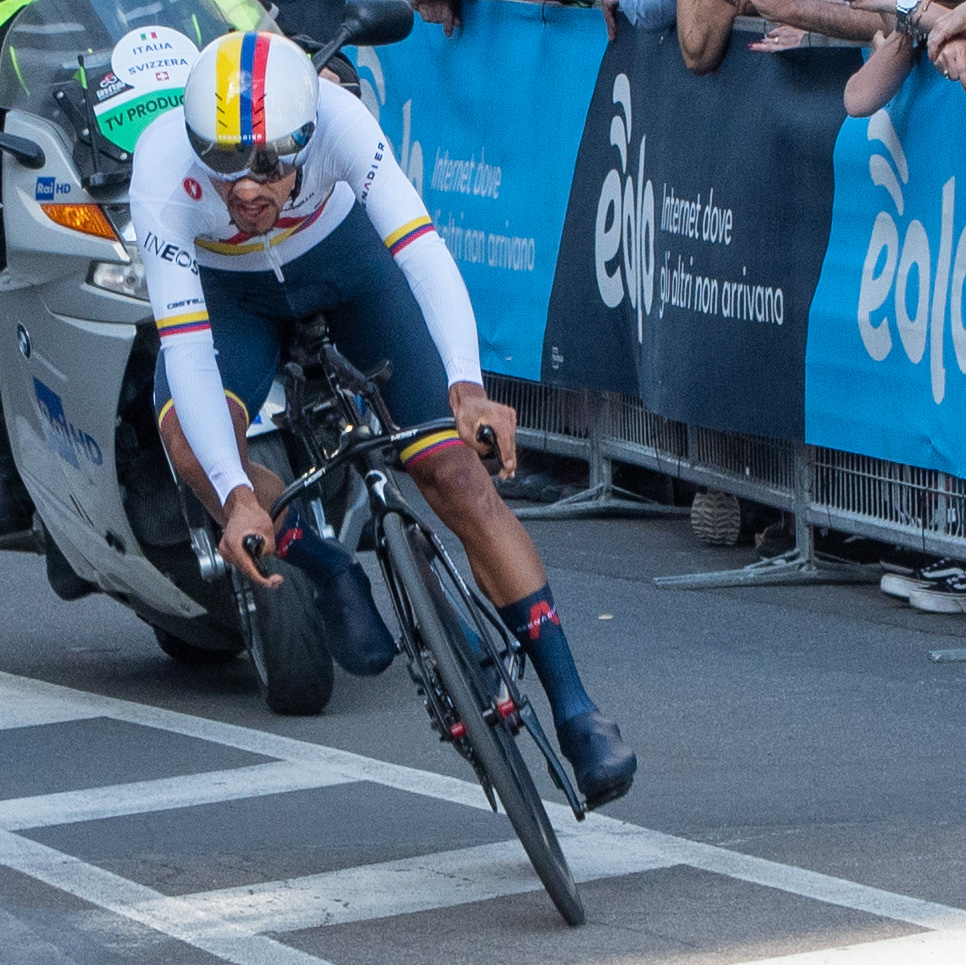
Martínez sur le Tour d'Italie 2021.

#### Tour de France
4 participations
- 2018 : 36e
- 2020 : 28e, vainqueur de la 13e étape
- 2022 : 30e
- 2023 : non-partant (15e étape)

#### Tour d'Italie
5 participations
- 2016 : 89e
- 2017 : non-partant (17e étape)
- 2021 : 5e
- 2024 : 2e
- 2025 : 53e

#### Tour d'Espagne
3 participations
- 2019 : 41e
- 2020 : non-partant (4e étape)
- 2024 : abandon (20e étape)

### Classements mondiaux
| Année                                 | 2015 | 2016 | 2017 | 2018  | 2019 | 2020 | 2021 | 2022 | 2023 | 2024 |
| ------------------------------------- | ---- | ---- | ---- | ----- | ---- | ---- | ---- | ---- | ---- | ---- |
| UCI World Tour                        |      | nc   | nc   | 85e   |      |      |      |      |      |      |
| Classement mondial                    |      | 921e | 250e | 113e  | 106e | 34e  | 146e | 15e  | 226e | 34e  |
| UCI Europe Tour                       | nc   | 627e | 369e | 1093e |      |      |      |      |      |      |
| UCI America Tour                      | 153e | nc   | nc   | 11e   | 8e   | 2e   | 11e  | 2e   | 19e  | 5e   |
|                                       |      |      |      |       |      |      |      |      |      |      |
| Légende : nc = non classéSource : UCI |      |      |      |       |      |      |      |      |      |      |